# Banbrytande arkitektur
Banbrytande arkitektur (fr. Architectures, de. Baukunst) är en dokumentärserie om arkitektur skapad av den franska-tyska kanalen ARTE som sänds i SVT:s Kunskapskanalen.

## Innehåll och produktion
Varje avsnitt presenterar ett byggnadsverk på 26 minuter, framför allt sådana med stora arkitektoniska ambitioner byggda på 1900-talet i modernistik stil. Den första säsongen var 1998. Program görs fortfarande och sänds med en ny säsong vartannat år.
Byggnaderna analyseras utifrån tekniska, estetiska och ekonomiska utgångspunkter. Både byggnadernas plats i sin omgivning och dess plats i arkitekturhistorien diskuteras. Modeller och arkivmaterial används för att visa hur byggnaden växt fram utifrån planering, designkoncept och utnyttjande av utrymme. 
Seriens samtliga åtta säsonger finns utgivna på DVD med, förutom franskt och tyskt tal. även engelskt.
I Kunskapskanalen visas serien med franskt tal och svenska undertexter.

## Avsnitt

### Säsong 1 (1998)
- Postsparkassan Wien – Byggnad i jugend-stil (Österrike, Otto Wagner). DVD #1
- Villa dall'Ava – postmodernistik byggnad (Paris, Frankrike / Rem Koolhaas) 48°51′21.12″N 2°13′05.64″Ö / 48.8558667°N 2.2182333°Ö
- Huset av järn – Hôtel van Eetvelde av Victor Horta (Bryssel, Belgien).
- Centre Georges Pompidou – Transparent och föränderligt (Paris, Frankrike). DVD #1
- Slottet Pierrefonds – Arkitekten Viollet-Le-Duc:s verk (Pierrefonds, Frankrike).
- Charléty-stadion i Paris – en öppen arena.
- Familistère Guise - En socialutopi på 1800-talet (Guise, Frankrike / Jean-Baptiste André Godin). DVD #1
- Nemausus – Socialt byggande på 1980-talet (Nîmes, Frankrike / Jean Nouvel). DVD #1
- Huset i Bordeaux – Komplex Arkitektur för en rullstolsburen.

### Säsong 2 (2001)
- Bauhaus (Dessau, Tyskland / Walter Gropius). DVD #1
- TGV-stationen vid Lyon–Saint Exupéry (Satolas) flygplatsen (Lyon, Frankrike / Santiago Calatrava). DVD #2
- Johnsons huvudkontor (Racine, Wisconsin, USA / Frank Lloyd Wright). DVD #2
- Paris Konstskola (Paris, Frankrike). DVD #2
- Fakulteten för arkitektur vid Portos universitetet (Portugal / Álvaro Siza Vieira). DVD #1
- Therme Vals i Graubünden (Vals, Schweiz / Peter Zumthor). DVD #2
- Galleria Umberto I (Neapel, Italien / Emmanuele Rocco). DVD #2
- St Pancras Station i London (Storbritannien /William Henry Barlow, George Gilbert Scott). DVD #6
- Vindlåda – Au rectorat de la Martinique (Fort-de-France, Martinique, Frankrike / Christian Hauvette).
- Paris operahus (Paris, Frankrike / Charles Garnier). DVD #3

### Säsong 3 (2003)
- Jüdische Museum i Berlin (Tyskland / Daniel Libeskind). DVD #3
- Klostret La Tourette (Lyon, Frankrike / Le Corbusier). DVD #3
- Auditorium Building i Chicago (USA / Dankmar Adler, Louis Sullivan). DVD #3
- Säynätsalo Kommunhus (Finland / Alvar Aalto). DVD #3
- Casa Milà i Barcelona (Spanien / Antoni Gaudí). DVD #3

### Säsong 4 (2005)
- Glashuset (Paris, Frankrike/Pierre Chareau). DVD #4
- Klosterkyrkan Sainte-Foy (Conques, Frankrike). DVD #4
- Bilbao Guggenheim Museum (Spanien / Frank Gehry). DVD #4
- Saline Royale i Arc-et-Senans (Frankrike / Claude-Nicolas Ledoux). DVD #4
- Jean Prouvés hus (Nancy, Frankrike). DVD #4
- Sendai Mediatheque (Sendai, Japan / Toyo Ito). DVD #4

### Säsong 5 (2007)
- Alhambra i Granada (Spanien). DVD #5
- Phaeno vetenskapscenter i Wolfsburg (Tyskland / Zaha Hadid). DVD #5
- Sugimotos hus i Kyoto (Japan). DVD #5
- Planerad världsutställningen 1942 i Rom (Italien / Marcello Piacentini). DVD #5
- Yoyogi National Gymnasium (Tokyo, Japan / Kenzō Tange). DVD #5
- Villa Barbaro (Maser, Italien / Andrea Palladio). DVD #5

### Säsong 6 (2009)
- Menier chokladfabrik (Noisiel, Frankrike / Jules Saulnier, Jules Logre, Stephen Sauvestre). DVD #6
- Djosers trappstegspyramid (Sakkara, Egypten / Imhotep). DVD #6
- Barcelona Pavillon (Barcelona, Spanien / Ludwig Mies van der Rohe). DVD #7
- SAS Royal Hotel (Köpenhamn, Danmark / Arne Jacobsen). DVD #6
- Roissy-flygplatsen Terminal 1 (Paris, Frankrike / Paul Andreu).
- Shah-moskén vid Imamtorget (Esfahan, Iran / Ali Akbar Isfahani). DVD #6
- Slottet Maisons-Laffitte (Yvelines, Frankrike / François Mansart). DVD #7
- Philharmonie Luxembourg (Luxemburg / Christian de Portzamparc). DVD #6

### Säsong 7 (2011)
- Vitra Haus (Weil am Rhein, Tyskland / Herzog & de Meuron). DVD #8
- Nya begravningsplatsen i Igualada (Spanien / Enric Miralles och Carme Pinós). DVD #7
- Lille Citadell (Frankrike / Sébastien Le Prestre de Vauban). DVD #8
- Bibliothèque Sainte-Geneviève (Frankrike / Henri Labrouste). DVD #7
- Kyrkan Notre-Dame du Raincy (Le Raincy, Frankrike / Auguste Perret). DVD #7
- Ewha Womans University i Seoul (Sydkorea / Dominique Perrault). DVD #7

### Säsong 8 (2013)
- Rolex Learning Center i Lausanne (Schweiz / Kazuyo Sejima och Ryue Noshizawa). DVD #8
- Centre National de la Danse (Pantin, Paris, Frankrike / Jacques Kalisz). DVD #8
- Kölnerdomen (Köln, Tyskland). DVD #8
- Kultur- och Fritidscentrum Pompéia i São Paulo. (Brasilien / Lina Bo Bardi). DVD #8
- De parisiska stadspalatsen: Hôtel de Soubise och Hôtel de Rohan (Frankrike / Pierre-Alexis Delamair och Germain Boffrand).